# Monfero (ort)
Monfero är en ort i Spanien.   Den ligger i provinsen Provincia da Coruña och regionen Galicien, i den nordvästra delen av landet, 500 km nordväst om huvudstaden Madrid. Monfero ligger 448 meter över havet och antalet invånare är 2 440.
Terrängen runt Monfero är lite kuperad. Runt Monfero är det glesbefolkat, med 19 invånare per kvadratkilometer. Närmaste större samhälle är Fene, 16,8 km nordväst om Monfero. Omgivningarna runt Monfero är en mosaik av jordbruksmark och naturlig växtlighet.